# Balacra kivensis
Balacra kivensis är en fjärilsart som beskrevs av Abel Dufrane 1945. Balacra kivensis ingår i släktet Balacra och familjen björnspinnare. Inga underarter finns listade i Catalogue of Life.